# Мизано-Адриатико
Мизано-Адриатико (итал. Misano Adriatico) —  город в Италии, располагается в регионе Эмилия-Романья, подчиняется административному центру Римини.
Население составляет 10 905 человек, плотность населения составляет 461 чел./км². Занимает площадь 22,43 км². Почтовый индекс — 47843. Телефонный код — 0541.
Покровителем коммуны почитается священномученик Власий Севастийский, праздник ежегодно празднуется 3 февраля.
Вблизи города находится устье реки Конка.